# بوليد (بني زيد)
بوليد هو دُوَّار يقع بجماعة كلاز، إقليم تاونات، جهة فاس مكناس في المملكة المغربية. ينتمي الدوّار لمشيخة بني زيد التي تضم 16 دوار. يقدر عدد سكانه بـ 645 نسمة حسب الإحصاء الرسمي للسكان والسكنى لسنة 2004.

## روابط خارجية
- البوابة الوطنية للجماعات الترابية نسخة محفوظة 12 مارس 2018 على موقع واي باك مشين.
- المندوبية السامية للتخطيط